# Dimitri Arakixvili
Dimitri Arakixvili (georgià: დიმიტრი ეგნატეს ძე არაყიშვილი)  (Vladikavkaz, 11 de febrer de 1873 (Julià) - Tbilisi, 13 d'agost de 1953) fou un compositor i etnomusicòleg georgià, considerat com un dels pares fundadors de la música georgiana moderna. També va ser conegut pel seu nom russificat Dimitri Ignàtievitx Araktxiev, rus: Дими́трий Игна́тьевич Аракчиев.
Nascut a Vladikavkaz, província de Terek, Imperi rus (ara Ossètia del Nord - Alània, Rússia), es va graduar, el 1901, de l'escola de música i drama i entrà en la societat Filharmònica de Moscou, on va ser tutelat per Aleksandr Gretxanínov i Willem Kes. A més es va graduar a l'Institut Arqueològic de Moscou el 1917. Va ajudar a fundar el Conservatori del poble de Moscou i va oferir classes musicals gratuïtes a la plaça d'Arbat el 1906. Del 1908 al 1912, va ser redactor en cap de la revista "Muzika i jizn at". Un dels seus principals interessos va ser la música folklòrica georgiana i va viatjar per Geòrgia recollint música tradicional i més de 500 cançons folklòriques de 1901 a 1908.
Quan Geòrgia va establir una República independent el 1918, Arakischwili es va traslladar a Tbilisi i va fundar un Conservatori que es va fusionar amb el conservatori Estatal de Tbilisi el 1923. Va ensenyar i compondre, i va dirigir el Conservatori de 1926 a 1929. Va participar activament en la recopilació i popularització de cançons folklòriques georgianes i va publicar llibres sobre música folk georgiana. Des de 1932, va presidir la Unió de compositors georgians. El 1950, va ser guardonat amb el Premi Stalin.